# Gnathomeces leucopis
Gnathomeces leucopis är en fjärilsart som beskrevs av George Francis Hampson. Gnathomeces leucopis ingår i släktet Gnathomeces och familjen nattflyn. Inga underarter finns listade i Catalogue of Life.